# 宮里静湖
宮里 静湖（みやざと せいこ、男性、1907年2月22日 - 1985年11月2日）は、昭和時代の日本およびアメリカ合衆国（米国）統治下の沖縄県で活動した詩人、作詞家、小説家、郷土史家。
本名は宮里 正光（みやざと せいこう）で、小説家としては「宮里 政光」（読みは本名と同じ）のペンネームも使用していた。

## 経歴
1907年（明治40年）、沖縄県島尻郡具志川村（現在の久米島町西部）仲泊で生まれる。沖縄師範学校で宮良長包に師事し、卒業後は師弟で「船路」「桑の実」などの童謡や故郷の久米島に伝わる琉球民謡「阿嘉の鬚水」を原曲とする「荒磯の歌」、久米島小学校校歌等を発表した。このうち「荒磯の歌」は1964年（昭和39年）に東京教育出版社が刊行した音楽の教科書に掲載されている。
尋常小学校教員を退いて上京した後、伊波南哲に見出されて詩誌の編集に携わり1941年（昭和16年）から1943年（昭和18年）頃までは『文学人』や『日本文学者』などの同人として活動した。就職のため渡った満州で応召した後にソ連軍の捕虜となり、シベリア抑留を経て解放されナホトカ経由で舞鶴港へ帰国・復員した。
米国統治下の沖縄では仲里小学校校長、久米島教育事務所長、那覇連合教育区次長に至る。この間、シベリア抑留の体験を基にした「望郷」などの詩や小説「青い目、黒い目」「獣人」などを精力的に発表した。
1972年（昭和47年）の沖縄返還に伴う新県民歌の歌詞募集で応募作が入選し、5月15日の返還当日に「沖縄県民の歌」が制定された。また、郷土史家として『久米島具志川村史』の編纂に携わっている。

## 主な著作
注記のない場合は宮里静湖名義。

### 作詞
- 船路（作曲：宮良長包）
- 桑の実（作曲：宮良長包） - 久米島町役場具志川庁舎前に1989年（平成元年）建立の歌碑がある[2]。
- 荒磯の歌
- 沖縄県民の歌（作曲：城間繁）
- 久米島町立久米島小学校校歌

### 詩
- 望郷（新沖縄文学）

詩集
- 山原 教育の四季（1970年） NCID BA50552589
- 港の歴史（1974年） NCID BA67162115

### 小説
いずれも宮里政光名義。
- 青い目、黒い目（沖縄タイムス連載）
- 獣人（新沖縄文学）
- 山峡（国書刊行会『沖縄文学全集』第6巻）

### 郷土史
以下の編著は本名の宮里正光名義。
- みどり丸遭難誌（みどり丸遭難者救助対策久米島本部、1965年） NCID BA75661074
- 久米島具志川村史（具志川村役場、1976年）[1] NCID BN09889796